# Johannes Ewald

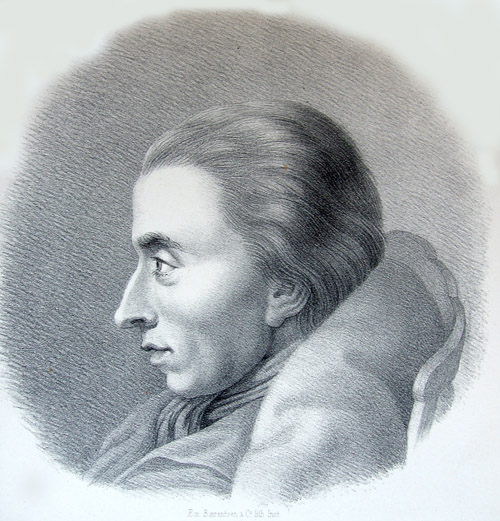
Johannes Ewald

Johannes Ewald (* 18. November 1743 in Kopenhagen; † 17. März 1781 ebenda) war ein dänischer Dichter. Mit ihm begann die neuere Periode der dänischen Literatur.
Er wurde als der Sohn eines streng pietistischen Predigers geboren, kam früh verwaist in die Domschule zu Schleswig, entlief eines Tags aus Liebe zur Freiheit dem pedantischen Schulzwang und begann 1758 in Kopenhagen Theologie zu studieren. Aus Abenteuerlust trat er bald hernach zu Magdeburg in ein Infanterieregiment ein, desertierte hier, wurde österreichischer Tambour, dann Unteroffizier und nahm 1759 und 1760, während des Siebenjährigen Krieges, an mehreren Gefechten teil, entwich wiederum und kehrte nach Kopenhagen zurück, wo er seine theologischen Studien fortsetzte.
Eine unglückliche Liebe zerrüttete sein inneres Leben und prägte seinen Dichtungen den Charakter der Schwermut auf. Die allegorische Erzählung „Lykkens Tempel“ („Der Tempel des Glücks“), welche die Gesellschaft für die Förderung der schönen und nützlichen Wissenschaften 1764 veröffentlichte, fand großen Beifall; mehr noch sein Trauergedicht auf den Tod Friedrichs V. (1766), worin er eine große lyrische Kraft entfaltete. Unter den Dichtern, die er studierte, sprachen ihn am meisten Molière und Klopstock an; namentlich der letztere übte eine gewaltige Wirkung auf die Entfaltung seines Dichtertalents aus, wie insbesondere das biblische Drama „Adam og Eva“ (1769) beweist.
In der Dichtung „Fiskerne“ („Die Fischer“), einem dramatisierten Bild vom Leben der Küstenbewohner, kommt das Lied „Kong Kristian stod ved højen mast“ („König Christian stand am hohen Mast“) vor, das nachher zum beliebtesten Nationallied der Dänen wurde und heute die dänische Königshymne ist. Sein letztes Lied war „Udrust dig, Helt fra Golgatha“ („Zur Hilfe, Held von Golgatha“). Nach langen und schweren Leiden starb er kaum 38 Jahre alt. Dass er der neueren dänischen Poesie, welche sich mit Öhlenschläger entfaltete, die Bahn brach, hat dieser in mehreren seiner schönsten Gedichte („Ewalds Grab“) dankbar anerkannt. Seine Sprache ist rein und klar.
Johannes Ewald wurde auf dem Trinitatis Kirkegård in Kopenhagen begraben.

## Werke
- Rolf Krage. Trauerspiel (1770; deutsch, Hamburg 1775).
- Balders Död. (1774).
- Fiskerne („Die Fischer“, 1780).
- J. Ewalds Levnet og Meninger. Liedenberg, Kopenhagen 1850–55 (8 Bde., Autobiographie)
- Leben und Ansichten. Norderstedt, BoD 2011, ISBN 978-3-8448-0136-1, Übersetzung aus dem Dänischen von Martin Abraham